# Les Sept d'Édimbourg
Les Sept d'Édimbourg ou Septem contra Edinam, ainsi nommées en référence aux Sept contre Thèbes de la tragédie grecque, sont le premier groupe d'étudiantes de premier cycle immatriculées dans une faculté de médecine britannique entre 1869 et 1873. Bien qu'elles n'aient pas obtenu leur diplôme de médecine à l'université d'Édimbourg, leur campagne a attiré l'attention nationale et leur a valu de nombreux partisans, y compris Charles Darwin. Leur combat met les demandes des femmes à pouvoir exercer comme médecins à l'agenda politique national, ce qui a finalement abouti à une législation garantissant aux femmes le droit d'exercer la médecine (Medical Act 1876). 
Bien qu'au cours de cette campagne de quatre ans, certaines des sept premières étudiantes se soient retirées et que d'autres se soient jointes à leur groupe, « Les Sept d'Édimbourg » sont Sophia Jex-Blake, Isabel Thorne, Edith Pechey, Matilda Chaplin Ayrton, Helen Evans, Mary Anderson et Emily Bovell. 
L'université d'Édimbourg leur a décerné, en 2019, le diplôme honorifique de Bachelors of Medicine and Surgery.

## Les débuts: la campagne d'Édimbourg
Sophia Jex-Blake demande à suivre les enseignements de médecine en mars 1869 et, bien que la faculté de médecine et le Senatus Academicus aient voté en faveur de son admission dans le cursus médical, le tribunal universitaire rejette sa demande, au motif que l'université ne pouvait pas prendre les dispositions nécessaires dans l'intérêt d'une seule personne.
Sophia Jex-Blake passe alors une annonce dans The Scotsman et d'autres journaux nationaux pour que d'autres femmes la rejoignent. Les deux premières femmes à lui répondre sont Isabel Thorne et Edith Pechey. Une deuxième demande est déposée à l'été 1869, au nom d'un groupe de cinq femmes. Il demande l'immatriculation universitaire et tout ce que cela impliquait c'est-à-dire, le droit d'assister à tous les cours et de passer les examens requis pour obtenir le diplôme de médecine.
Cette demande est approuvée par le tribunal universitaire. Entre-temps le groupe est passé à sept étudiantes, installées au 15 Buccleuch Place, qui préparent l'examen d'admission aux études de médecine. 

## L'examen d'immatriculation de 1869
L'examen est en deux parties. L'anglais, le latin et les mathématiques sont des matières obligatoires ; en outre, chaque candidat doit choisir deux matières dans un groupe comprenant le grec, le français, l'allemand, les mathématiques supérieures, la philosophie naturelle, la logique et la philosophie morale. Sophia Jex-Blake est tutrice en mathématiques pour les autres femmes. Sur les 152 candidats qui ont passé l'examen le 19 octobre 1869, cinq étaient des femmes, quatre d'entre elles se sont classées dans les sept premières places.

## Les premières étudiantes de premier cycle en Grande-Bretagne
Le 2 novembre 1869, les étudiantes signent le registre d'inscription. Ce faisant, l'université d'Édimbourg est devenue la première université britannique à ouvrir ses portes aux femmes. Sept femmes ont signé la requête adressée à l'infirmerie royale le 15 novembre 1870, demandant leur admission aux formations cliniques de l'infirmerie royale dont elles avaient besoin pour compléter leur formation théorique afin de satisfaire aux exigences de leur formation médicale.
L'un des documents historiques de la campagne est le calendrier de l'université d'Édimbourg pour 1870. Il contenait une nouvelle section, qui figurait sous le titre Regulations for the Education of Women in Medicine in the University.  Il stipulait que les femmes suivraient leurs cours dans des classes distinctes de celles réservées aux hommes et paieraient des droits d'inscription plus élevés en raison de la taille réduite des dispositifs de cours. À tous autres égards, les femmes devaient être traitées exactement comme les hommes, « soumises à tous les règlements actuellement ou à tout moment à venir en vigueur à l'université en ce qui concerne l'inscription des étudiants, leur participation aux cours, aux examens ou autres ».

## La bourse Hope
En mars 1870, les étudiantes passent avec succès les premiers examens de physiologie et de chimie. Edith Pechey, qui avait remporté la première place parmi les candidats qui passaient l'examen pour la première fois, pouvait postuler à une bourse Hope.

## Hostilité envers les étudiantes et l'émeute du Surgeons' Hall en 1870
Le professeur Robert Christison était l'un des opposants à l'inscription des femmes en médecine, estimant que les femmes ne voudraient pas d'un médecin femme et engageant les étudiantes à plutôt devenir sages-femmes. Un débat a lieu en avril 1870 à la Cour universitaire pour décider si la présence de femmes dans des classes mixtes était autorisée, (et ainsi être pleinement égales aux étudiants masculins, réduisant ainsi les frais de scolarité nettement plus élevés qu'elles payaient et les rendant éligibles pour obtenir des bourses d'études. 
Le 18 novembre 1870, à 16 h, les étudiantes devaient passer un examen d'anatomie au Surgeons' Hall. En approchant du site, elles constatent que la Nicholson Street est bloquée par plusieurs centaines de manifestants, qui les insultent.
À la fin de l'examen, les femmes déclinent la proposition de sortir par une entrée latérale donnant sur la rue. L'émeute, maintenant connue comme l'« émeute de Surgeons' Hall » est un point de repère dans l'histoire de la campagne des femmes médicales a connu une large publicité et a valu aux femmes de nombreux nouveaux amis et sympathisants.
Des étudiants ont décidé de servir de gardes du corps ce jour-là, en les reconduisant au 15 Buccleuch Place après l'examen, et durant quelques semaines après cet événement.
La polémique s'est poursuivie dans la presse. L'article Female Education in Medicine dans le "Edinburgh University Magazine" de février 1871 discutait des arguments pour et contre l'admission des femmes à étudier la médecine.

## Campagne nationale de soutien
D'autres femmes avaient rejoint les cours de médecine, certains médecins leur avaient enseigné avec plaisir et des sympathisants avaient formé un Comité général pour assurer une éducation médicale complète pour les femmes avec plus de 300 membres, dont Charles Darwin. Cependant, le combat pour obtenir le diplôme de médecine est perdu, lorsque la Court of session soutient en 1873 le droit de l'université de refuser de délivrer des diplômes de médecine aux étudiantes. Elle a également statué, à la majorité, que les femmes n'auraient pas dû être admises en premier lieu.

## Après 1873
Sophia Jex-Blake s'installe alors à Londres pour y faire campagne. Elle soutient la création de la London School of Medicine for Women, qui ouvre ses portes à l'automne 1874 avec douze des quatorze étudiants ayant déjà étudié à Édimbourg. Six des « sept »  suivent les cours dans ce cadre. Isabel Thorne a été un atout pour son bon fonctionnement puisqu'elle était plus diplomate que Jex-Blake. Elle est devenue la secrétaire honoraire de l'École, mais a abandonné son propre projet d'exercer la médecine.

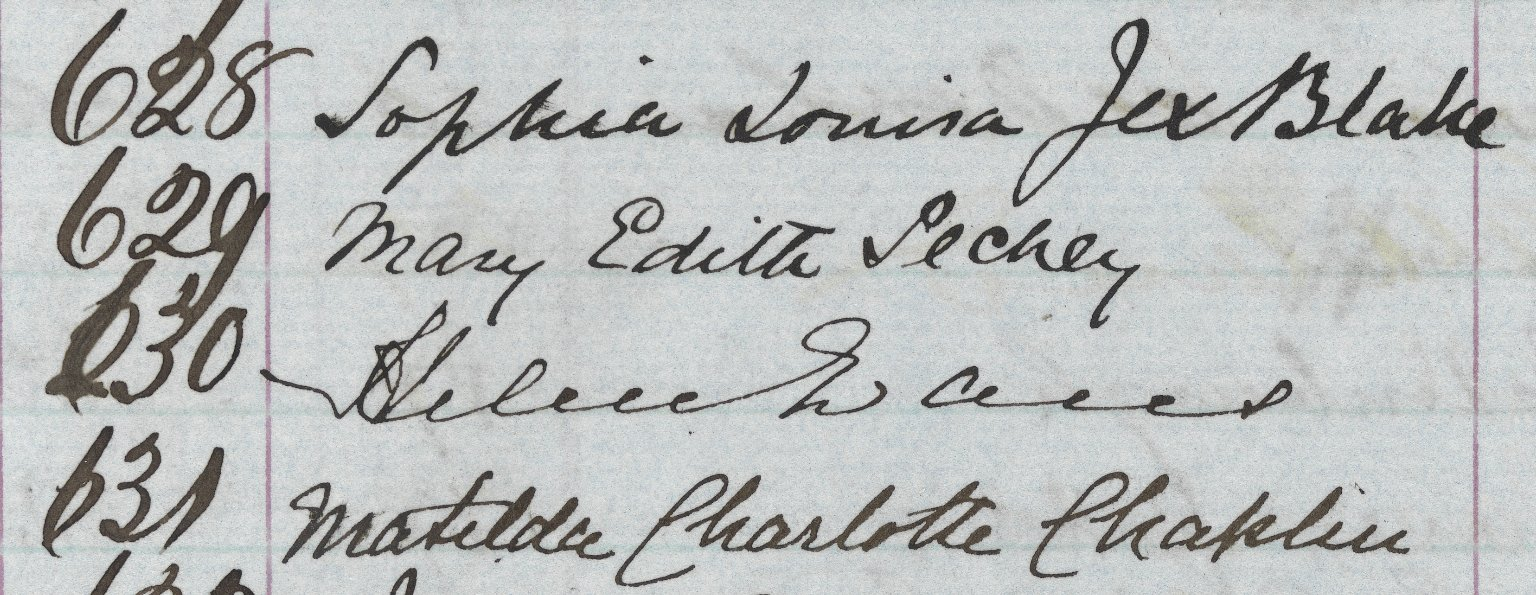
Extrait du registre d'inscription avec les noms de Sophia Jex-Blake, Mary Pechey, Helen Evans, Matilda Chaplin

Cinq des sept d'Édimbourg — Bovell, Chaplin, Jex-Blake, Marshall et Pechey — obtiennent leur doctorat en médecine à l'étranger à la fin des années 1870, à Berne ou à Paris. En 1876, une nouvelle législation autorise sans obliger, les organes d'examen à traiter les candidats femmes et hommes d'une manière égale. Le Kings and Queens College of Physicians irlandais est la première université britannique à accorder des licences d'exercice de la médecine aux femmes, une opportunité dont quatre des femmes nouvellement diplômées ont bénéficié.
En 1878, Jex-Blake retourne à Édimbourg et s'installa à Manor Place tant que première femme médecin de la ville. Elle crée également une clinique pour les patients nécessiteux qui est le précurseur de l'hôpital de Bruntsfield. Lorsque l'Écosse commenceà délivrer des diplômes professionnels aux femmes médecins, Jex-Blake aide à fonder la faculté de médecine pour femmes d'Édimbourg, avec la pratique clinique à l'hôpital Leith. Edith Pechey exerce à Leeds, avant de devenir médecin-chef du nouvel hôpital pour femmes et enfants Cama à Bombay. Bovell et Marshall travaillent quant à elles au New Hospital for Women à Londres et Chaplin ouvre une école de sages-femmes à Tokyo, avant de reprendre une pratique privée à Londres.
L'université d'Édimbourg et les autres universités écossaises ont finalement admis des étudiantes de premier cycle en 1892 après que la loi écossaise de 1889 sur les universités a établi un cadre juridique à cet effet.

## Hommages

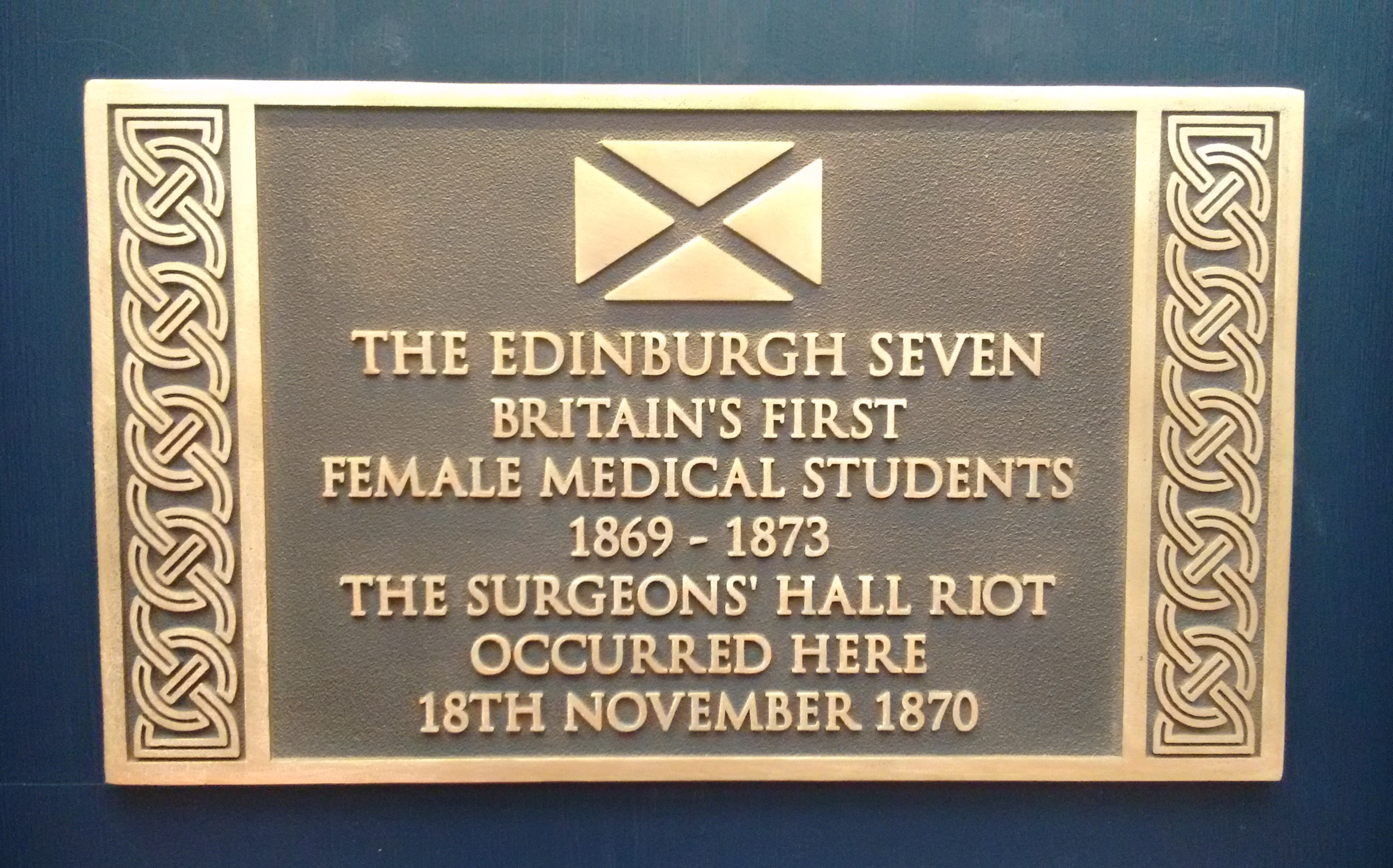
Plaque commémorative

En 2015, le souvenir des Sept d'Édimbourg fait l'objet d'une cérémonie à l'université d'Édimbourg, au cours de laquelle une plaque commémorative est apposée.
En 2019, la faculté de médecine d'Édimbourg décerne aux Sept d'Édimbourg le diplôme honorifique de Bachelors of Medicine and Surgery (MBChB),. Sept étudiantes reçoivent les certificats en leur nom, la cérémonie de remise des diplômes faisant partie d'une série d'événements organisés en l'honneur des réalisations de ces pionnières.
Dans le roman de Charles Reade, A Woman-Hater (1877), Rhoda Gould raconte en détail l'histoire des Sept d'Édimbourg.

## Personnalités en lien avec l'université
- Elizabeth Blackwell
- Emily Blackwell
- Marie Zakrzewska
- Agnès McLaren